# Manuel Fernández Álvarez

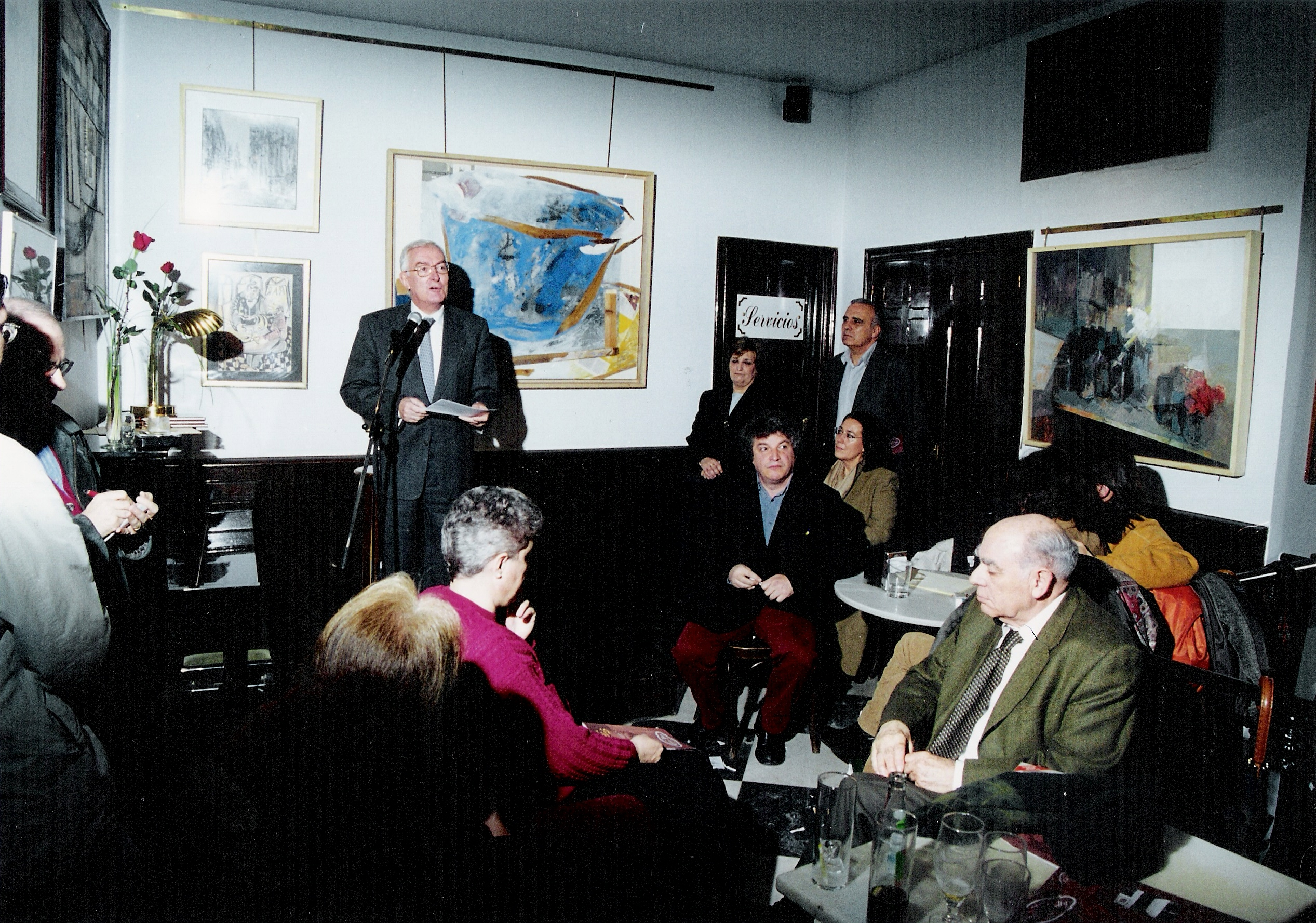
Manuel Fernández Álvarez (1995, rechts sitzend)

Manuel Fernández Álvarez (* 7. November 1921 in Madrid; † 19. April 2010 in Salamanca) war ein spanischer Historiker. Er befasste sich im Schwerpunkt mit der Geschichte des 16. Jahrhunderts, insbesondere mit der Person und dem Wirken von Karl V. und dessen Sohn Philipp II., aber auch mit Miguel de Cervantes und Johanna von Kastilien, und schrieb vor allem Biographien, die teilweise internationale Bestseller wurden.

## Biografie
Nach dem Schulbesuch studierte er zunächst Philosophie und Literaturwissenschaften an der Universität Valladolid und schloss dieses Studium mit einem Lizenziat 1942 ab. 1947 erfolgte seine Promotion an der Universidad Central de Madrid mit einer Dissertation zum Thema „Philipp II. von Spanien und Elisabeth I. von England“ („Felipe II e Isabel de Inglaterra“). 1950 erfolgte eine weitere Promotion an der Universität Bologna und erhielt dort für seine Dissertationsschrift den Premio Vittorio Emanuele.
Im Anschluss begann er seine berufliche Laufbahn beim Obersten Rat für wissenschaftliche Forschung (Consejo Superior de Investigaciones Científicas, CSIC), ehe er 1965 den Ruf als Professor für die Geschichte der Neuzeit an der Universität Salamanca annahm. 1976 war er Gründer des Colegio Universitario de Zamora.

## Auszeichnungen
Für seine Fachbücher und seine geschichtswissenschaftlichen Forschungen wurde er mehrfach ausgezeichnet und erhielt unter anderem 1985 den Nationalpreis der Geschichte Spaniens (Premio Nacional de Historia de España), den Don-Juan-de-Bórbon-Preis für das Buch des Jahres 2000 sowie den Don-Quijote-Jahrespreis der Cervantes-Gesellschaft von Esquivias. Zuletzt erhielt er 2006 den Premio Ortega y Gasset.
Er wurde 1987 zum Mitglied der Königlich Historischen Akademie (Real Academia de la Historia) sowie 1992 zum Ehrenmitglied der Portugiesischen Historischen Akademie (Academia Portuguesa de Historia) ernannt.

## Schriften
Fernández Álvarez verfasste als Historiker rund 40 Fachbücher, von denen einige zu Bestsellern wurden und auch in Englisch, Deutsch und Japanisch erschienen. Zu seinen bekanntesten Werken gehören:
- Corpus Documental de Carlos V. 5 Bände, Salamanca 1973–1981, ISBN 84-600-6720-3.
- Carlos V: Un hombre para Europa (Karl V.: Ein Mann für Europa). Madrid 1976, ISBN 84-7232-122-3.
- Felipe II y su tiempo (Philipp II und seine Zeit). Espasa, Madrid 1998, ISBN 84-239-9736-7.
- Juana la Loca, la cautiva de Tordesillas (Johanna die Wahnsinnige, die Gefangene von Tordesillas). 1994.
- Diario de un estudiante en tiempos de la Guerra Civil (Tagebuch eines Studenten während des Spanischen Bürgerkrieges, Autobiografie). 2007, ISBN 9788467024876.
- Pequeña historia de España (Kleine Geschichte Spaniens). 2008, ISBN 84-670-2831-9.
- España, Biografia de una Nacion (Spanien: Biografie einer Nation). 2010, ISBN 978-84-670-3265-9.